# 梁田直次
梁田 直次（やなだ なおつぐ）は、江戸時代前期の旗本。官位は従五位下・隠岐守。

## 略歴
古屋平右衛門の子。承応2年（1654年）、その前年に没した梁田正勝の名跡・家督を継承する。養父と同じく幕府大番を務め、明暦2年（1656年）に組頭となる。寛文元年（1661年）御納戸番頭、寛文6年（1666年）女院（東福門院）附きとなって700石を加増されて1,520石を領し、従五位下隠岐守に任官する。延宝6年（1678年）東福門院の崩御後は寄合となる。
子には直秀（通称：半兵衛）がおり、天和3年（1683年）直次没後に家督を継承しているが、元禄8年（1695年）に没。直秀の跡は嫡子の主殿が家督を継ぐものの、翌元禄9年（1696年）に没し、旗本梁田氏は断絶した。